# David Cal

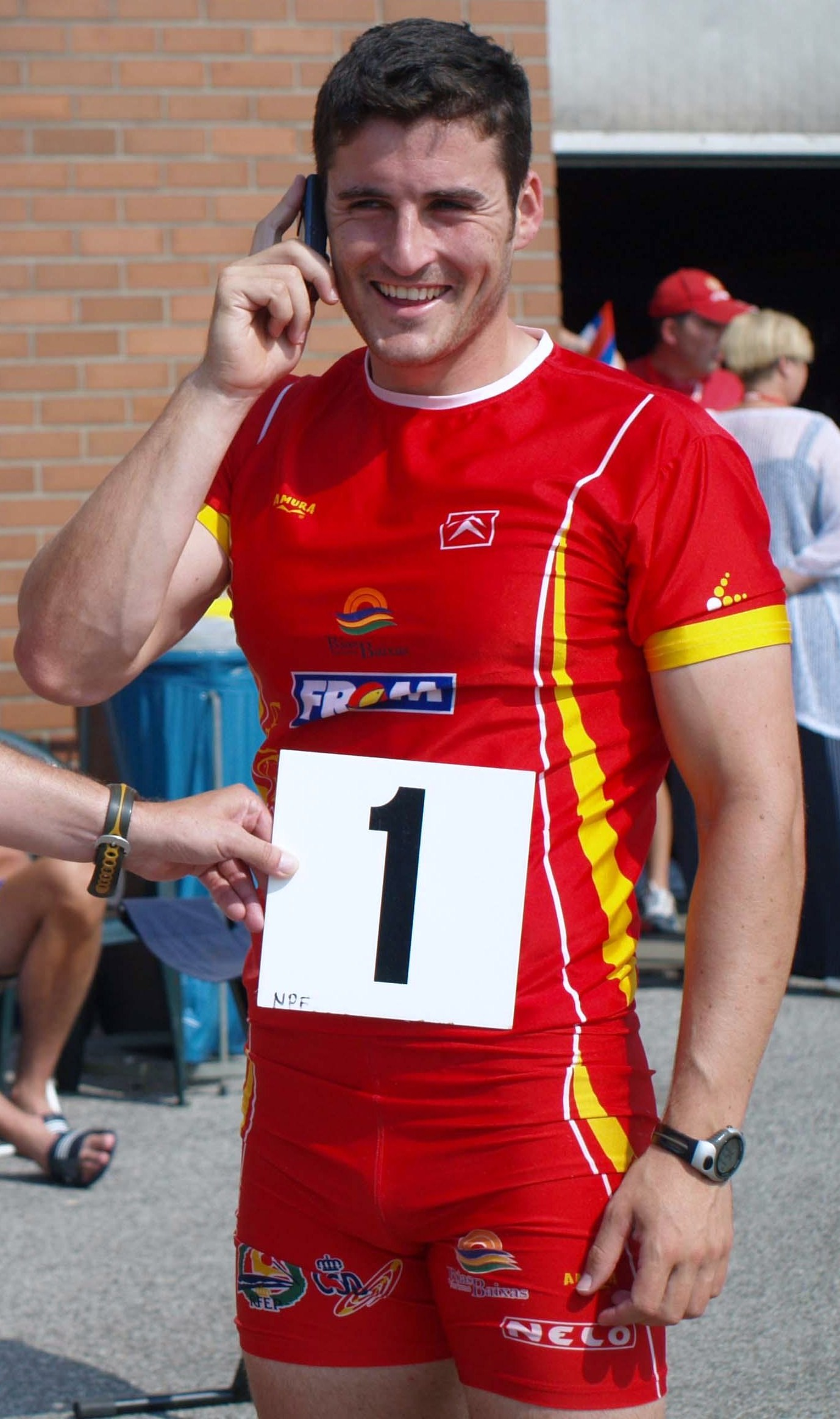
David Cal

David Cal Figueroa (* 10. Oktober 1982 in Cangas, Provinz Pontevedra) ist ein ehemaliger spanischer Kanute.
Bei den Olympischen Sommerspielen von Athen 2004 holte Cal am 27. August 2004 in einer Zeit von 3:46,201 Minuten die Goldmedaille im Einer-Canadier (C1) über 1000 m vor dem Deutschen Andreas Dittmer. Am Tag darauf musste er sich über 500 m im Einer-Canadier Dittmer geschlagen geben und gewann die Silbermedaille.
Bei den Olympischen Sommerspielen in Peking gewann er jeweils eine Silbermedaille im Einer-Canadier über 500 und über 1000 m. In London gewann er bei Olympischen Sommerspielen 2012 eine weitere Silbermedaille im Einer-Canadier über 1000 m.
Im März 2015 gab er sein Karriereende bekannt.